# Paravent avec paysage du Tô-ji
Le paravent avec paysage du Tô-ji est un paravent japonais de type pliant (byôbu) daté du XIe siècle ou du XIIe siècle, fin de l'époque de Heian, et conservé au Musée national de Kyôto. Il provient du Tô-ji  (Kyôto). Il est composé de six panneaux de 42 cm de large sur 146 cm de haut décorés d'une grande scène peinte sur de la soie. C'est une des rares peintures de paysage japonaise conservées de cette époque et la seule sur un paravent. Elle fait partie de la liste des trésors nationaux du Japon.

## Histoire du paravent
Ce paravent aurait été offert au Tô-ji (anciennement Kyôô-gôkuki-ji) au XIIe siècle avec son pendant qui a disparu. Il était ouvert et installé autour du chef du monastère lors de la cérémonie d'ordination des nouveaux moines.
En haut des premier, quatrième et cinquième panneaux (de gauche à droite), des rectangles blancs étaient réservés pour la calligraphie de poèmes ou de courtes proses en lien avec la peinture. N'ayant jamais été remplis, l'interprétation de la peinture prête à discussion.
Le paravent est aujourd'hui conservé au Musée National de Kyôto. Certaines parties sont légèrement dégradées.

## La visite du jeune aristocrate au poète-ermite
Au premier plan des deux panneaux centraux est représentée une scène figurant la visite rendue par un jeune aristocrate, accompagné de deux servants qui tiennent son cheval, à un poète-ermite isolé dans une forêt. Ce dernier est assis sur un tapis qui couvre le plancher de la véranda de sa cabane et tient dans ses mains un pinceau et un rouleau. Trois autres personnes sont avec lui, un homme et deux femmes. L'une des femmes, représentée de dos, accueille le jeune aristocrate par une révérence en lui désignant le poète. Les autres personnes sont sous une véranda latérale de la cabane, et semblent en discussion ou en action, mais la peinture comporte une lacune qui empêche de définir précisément la scène.
Les costumes des personnages sont dans le style chinois de l'époque de la dynastie Tang. Ils sont très précisément rendus, leur volume est modelé par des touches de couleurs plus claires ou plus sombres, et certains sont ornés de motifs décoratifs floraux. Les coiffures sont également très travaillées. Les visages sont minutieusement peints – comme les rides et les sourcils du poète – donnant à chacun une individualité remarquable. Le jeune aristocrate est à la fois un des personnages les mieux conservés mais aussi remarquable par le traitement complexe de ses vêtements, de sa coiffure et de son éventail. Son cheval est très richement caparaçonné, avec harnais et brides rouges, et une selle bleue et noire ornée de motifs dorés.
La représentation de la cabane est tout aussi remarquable par la qualité des détails. Elle semble construite sur une terrasse empierrée en forme de croix grecque. Le bâtiment principal de plan carré en occupe le centre, on le devine porté par quatre principaux piliers d'angles, mais les rideaux et les tentures dissimulent sa structure. Le point de vue latéral permet de créer de la profondeur et de voir deux côtés du bâtiment devant lesquels s'étendent des avant-toits en bambou, créant les deux vérandas sur les bras de la croix. Le toit de chaume est à quatre pans et ses arêtes ont une forme bombée. Le centre du toit est couvert d'une structure en bois que les feuillages des arbres dissimulent en partie. Une palissade est représentée à l'arrière du bâtiment. L'ensemble présente un certain contraste entre le caractère modeste des matériaux végétaux et la qualité des tissus de l'aménagement intérieur.
Sur le panneau le plus à droite, on voit le retour d'un autre jeune aristocrate monté à cheval, et se dirigeant vers l'extérieur de la scène, suivi par un homme - un servant – s'abritant sous une ombrelle. Il peut être interprété comme étant le même jeune aristocrate que celui de la scène centrale, mais son costume est différent, plus sobre, un long vêtement brun clair.
D'autres personnages à cheval et à pied étaient figurés sur le panneau de droite, mais il est trop abîmé pour pouvoir les distinguer.

## Le paysage
Ce paravent est remarquable pour l'ampleur et les caractéristiques du paysage qui sert de cadre à la scène. Il s'agit d'un des rares paysages de type japonais (yamato-e) encore conservé de nos jours, à la suite des peintures des panneaux de bois du Byodo-in d'Uji, daté du milieu du XIe siècle. Ses caractéristiques l'opposent au paysage de type chinois. Le premier plan est occupé par la représentation d'une forêt au printemps, symbolisée par un ensemble d'arbres aux branches souples, peu denses, mais représentés très minutieusement, chaque essence étant identifiable, comme les cerisiers en fleur ou la glycine au dessus de la cabane. Des reliefs et des rochers de tailles différentes sont également dispersés dans cet espace. On y trouve aussi des oiseaux, précisément représentés, comme un ensemble de canards au tout premier plan du cinquième panneau.
Le second plan est occupé par une grande surface aquatique au centre, lac ou golfe marin, dont les contours sont complexes et pénètrent dans les terres en formant des petites criques et peut-être le débouché d'un cours d'eau sur la droite. L'eau est figurée par un motif d'ondoiement régulier. De chaque côté, s'étendent des zones de montagnes aux formes généralement arrondies, mais parfois plus rocheuses. Elles sont couvertes de végétation représentée à la fois par de larges couches opaques de peinture verte et la figuration d'arbres dont la taille diminue vers le lointain, et dont la représentation rappelle celle des peintures du Byodo-in. L'élargissement central de la surface aquatique, la succession des lignes de montagnes et la taille décroissante des arbres permettent de donner une impression de profondeur au paysage.
L'ensemble est remarquable par l'ampleur et la simplicité du cadre général combinées à la profusion et à la précision des détails. C'est un paysage idéal pour l'évasion du regard et de l'esprit.
Miyako Murase associe ce paysage à un propos du journal d'un courtisan de la fin du IXe siècle : le peintre Kose Kanaoka peignait des montagnes de quinze étages, alors que Kose Hirotaka son petit-fils, actif de 997 à 1003, se contentait de cinq, ce qui illustre l'évolution de la peinture de paysage japonaise vers un style propre, détaché de l'influence chinoise.

## Technique
Le dessin préparatoire à l'encre montre une exécution rapide par ses traits vifs, témoignant de la liberté de geste de l'artiste. Hormis certains verts et quelques détails comme le noir des coiffures, la couleurs est appliquée avec légèreté. Les tons bruns et verts dominent ; les touches de noir, de blanc, de rouges et de bleus sont limitées aux personnages, au harnachement des chevaux, aux oiseaux et aux fleurs.

## Interprétation de la scène et du paysage
La scène représentée est interprétée comme une visite au poète chinois Bai Juyi ou Po Kiu-yi (772-846), dont les écrits étaient très appréciés dans les milieux lettrés, ainsi que sa vie érémitique, loin de "toutes les poussières du monde vulgaire".
Les personnages et la cabane sont de style chinois (kara-e), alors que le paysage semble tout à fait japonais, tant par les formes déployées que par les essences des arbres présents. À ce titre, ce paravent symbolise pour les historiens d'art japonais une sorte de pas, de transition vers l'art "national" qu'ils estiment se développer aux XIe – XIIe siècles, en particulier dans le domaine pictural, mais aussi dans d'autres formes artistiques comme l'architecture des temples de montagne ou la sculpture de Jôchô.

## Sources
- Akiyama Terukazu, La peinture japonaise, Genève, Skira, 1961, p. 6
- Miyeko Murase, L'art du Japon, Paris, Librairie générale française, 1996, p. 123
- Christine Shimizu, L'art japonais, Paris, Flammarion, 2014, p. 143-146.

## voir aussi
- peinture de paysage
- peinture japonaise
- yamato-e